# Tiếng Badaga
Tiếng Badaga là một ngôn ngữ Dravida Nam được sử dụng bởi khoảng 135.000 người ở vùng đồi Nilgiri, thuộc vùng Kongu Nadu, bang Tamil Nadu. Nó là một phương ngữ của tiếng Kannada. Từ Badaga có nghĩa là "người miền Bắc" trong tiếng Kannada cổ, để chỉ tiếng Badaga cũng như người bản ngữ Badaga.

## Chữ viết Badaga
Một số nỗ lực đã được thực hiện trong việc xây dựng một bảng chữ cái dựa trên tiếng Anh và tiếng Kannada. Cuốn sách được in sớm nhất sử dụng chữ Kannada là một tác phẩm Kitô giáo, "Anga Kartagibba Yesu Kristana Olleya Suddiya Pustaka" của Nhà xuất bản Basel Mission ở Mangaluru, năm 1890.

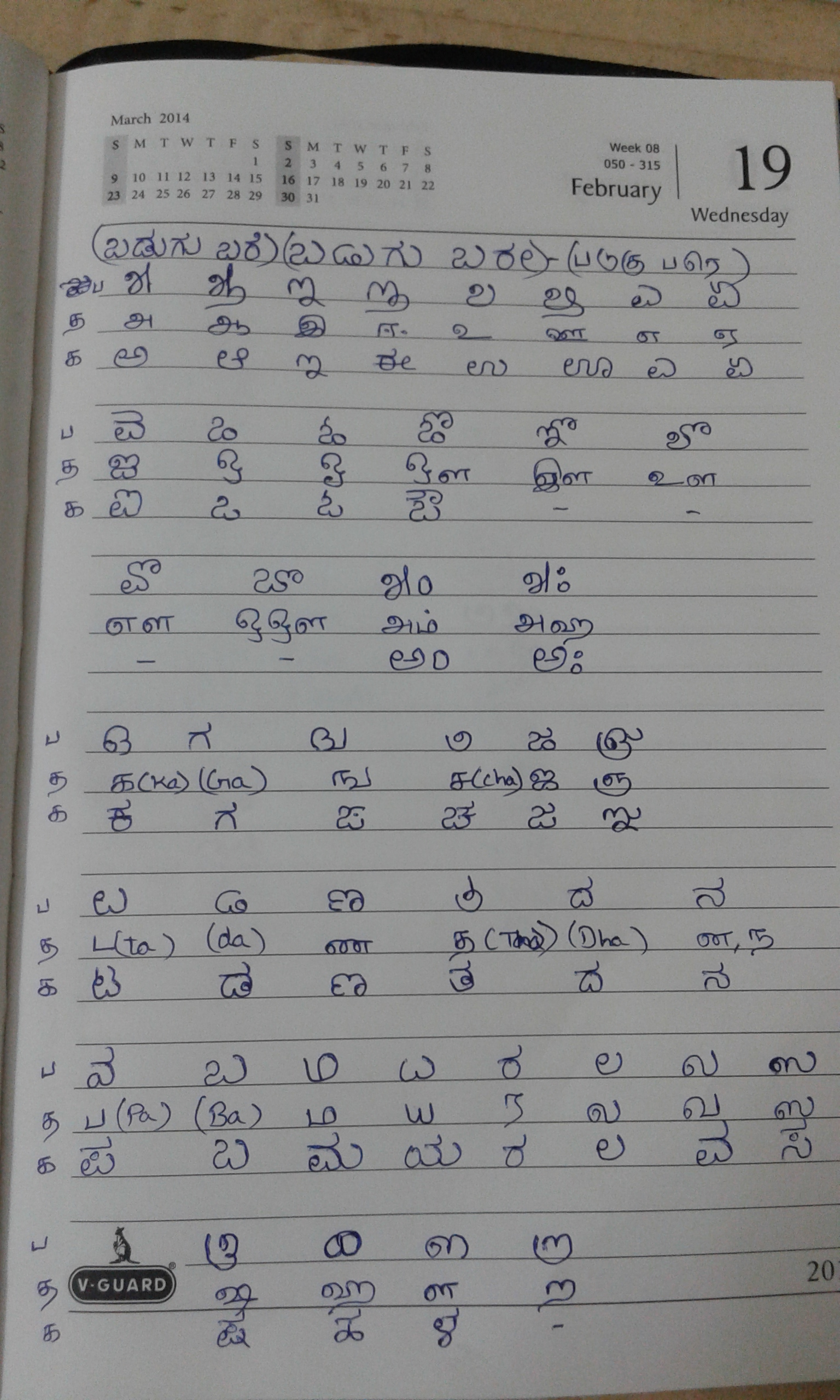
Sử dụng nguyên âm và phụ âm của chữ Tamil resp. Kannanda để tạo chữ Badaga

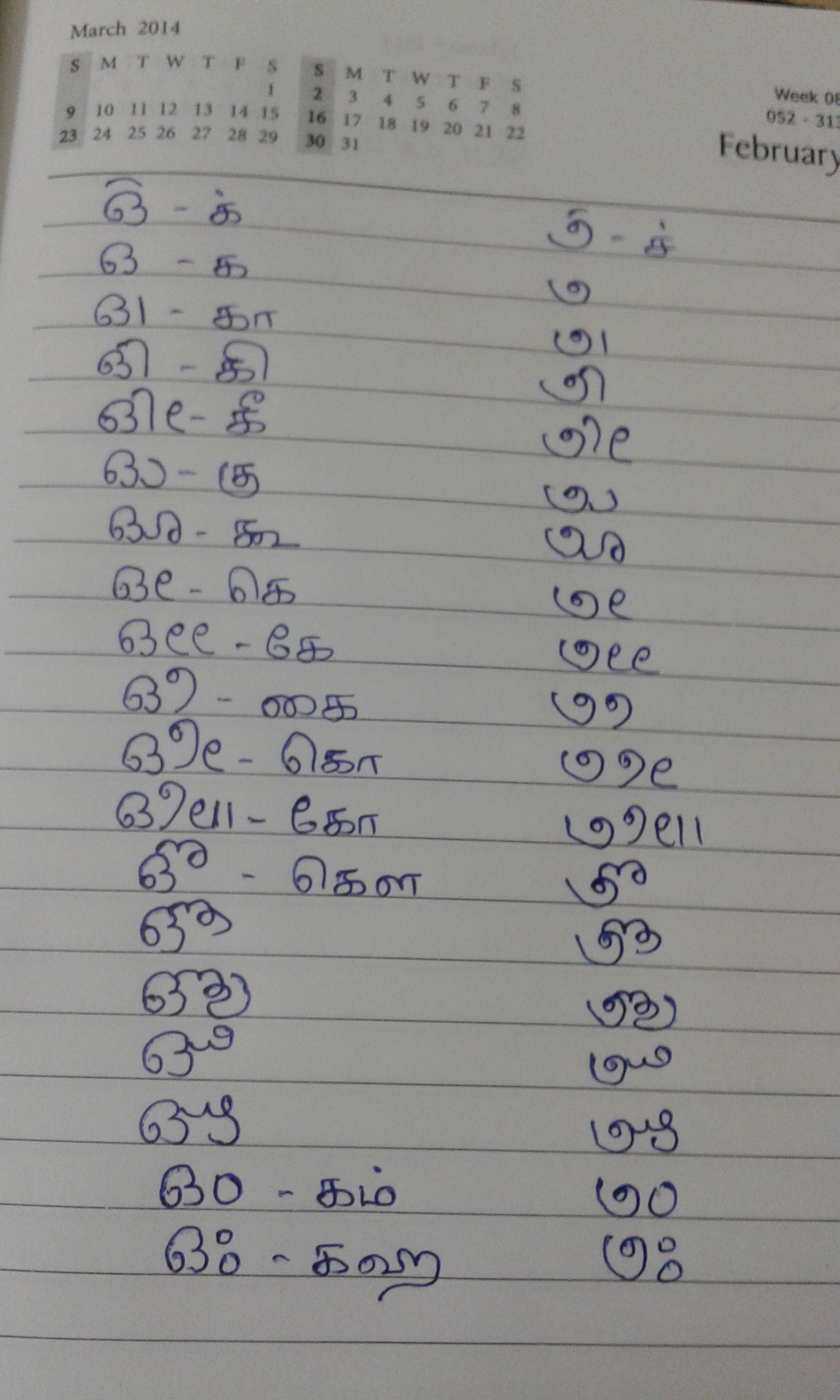
Cách sử dụng chữ Tamil resp. Kannanda để tạo chữ Badaga

Danh sách các cuốn sách bằng chữ Kannada:
1. Anga Kartagibba Yesu Kristana Olleya Suddiya Pustaka
2. Jonah
3. Mana Kannadi
4. Marka Bareda Loka ratchagana kade
5. Zion

Tiếng Badaga cũng được viết bằng chữ Tamil.

### Từ điển
Tiếng Badaga được nghiên cứu kỹ lưỡng và một số từ điển Badaga-Anh đã được sản xuất từ cuối thế kỷ XIX.